# María de las Mercedes Adam de Aróstegui
María Emma de las Mercedes Adam de Aróstegui, née le 24 septembre 1873 à Camagüey et morte à Madrid le 20 octobre 1957, est une pianiste et compositrice cubaine.

## Biographie
À neuf ans, elle émigre avec sa famille en Espagne. Elle suit les cours de Joaquin Zuazagoitia à Saint-Jacques-de-Compostelle et poursuit ses études au Conservatoire royal supérieur de musique de Madrid. Elle reçoit son premier prix de piano en 1888. À Paris, elle étudie le piano avec Louis Diemer et la composition avec Jules Massenet et  Vincent d'Indy.
Après avoir terminé ses études, elle travaille comme compositrice et pianiste, donnant notamment des concerts avec Pablo Casals. Sa musique est jouée à Paris et à Cuba. 
Au cours de tous ses voyages entre l'Espagne et Cuba, elle garde des liens professionnels et émotionnels avec les musiciens cubains. En juillet 1933, l'orchestre symphonique de La Havane, sous la direction de Gonzalo Roig , joue sa sérénade espagnole. La même année, l'orchestre philharmonique de La Havane, dirigé par Amadeo Roldán, interprète trois autres de ses œuvres.
Au cours des années 1930, sa période la plus prolifique, elle écrit son opéra La vida es sueño, créé à La Havane et fondé sur l’œuvre homonyme de Calderón de la Barca. Elle devient ainsi la première femme cubaine à composer un opéra.

## Œuvres principales

### Opéra
- La vida es sueño.

### Musique symphonique
- La peregrinación de Childe Harold. (1898-1899)
- Poema sinfónico. (1914)
- En el campo de Waterloo.
- La infancia.
- Danzas cubanas.
- Serenade Andalouse.
- Ballade guerrière écossaise (texte de Walter Scott)
- La vida es sueño, para sols.

### Chant
- Recopilación de la adolescencia.
- El cuaderno de los recuerdos.
- Armonía de la noche.
- Antonio y Cleopatra.
- A una femme.
- Si tú...
- Canción.
- Canción de Barberine.
- Ars Longa.

### Hymne
- Himno patriótico.

Elle a aussi publié un essai : La etica y la estitica en la obra musical.